# Prêmio Craque do Brasileirão
O Prêmio Craque do Brasileirão é um troféu criado em 2005 numa parceria entre a Rede Globo e a Confederação Brasileira de Futebol, para ser a premiação oficial para os jogadores que disputam o Campeonato Brasileiro de Futebol. Ocorre na primeira segunda-feira após a última rodada do campeonato no Rio de Janeiro.

## A eleição
Antes do fim do campeonato, um colégio eleitoral formado por jogadores, técnicos, jornalistas e ex-jogadores votam em jogadores que atuaram por clubes do país naquele ano. Os três mais votados em cada posição são declarados finalistas, bem como os três técnicos e os três árbitros mais votados.

## A premiação
No dia da premiação, os três finalistas recebem seus prêmios de acordo com a votação: ouro, prata e bronze.
Além das 11 posições, do técnico e do árbitro, são eleitos o melhor jogador (denominado Rei da Bola) e o artilheiro do campeonato (denominado Rei do Gol).
Em 2006, foi introduzido um prêmio para o melhor jogador segundo júri popular escolhido pela internet, denominado "Craque da Galera".
Em 2007, mais dois prêmios foram criados, o de "Revelação do Campeonato" e o da "Torcida de Ouro".
Anualmente, há uma homenagem a um ex-futebolista. Já foram homenageados: Zagallo, Djalma Santos e Nílton Santos.
As cerimônias são apresentadas por atores da TV Globo e são transmitidas pelo SporTV, canal da rede Globosat.
Durante a premiação, além dos prêmios individuais, os campeões nacionais de todas as divisões do Campeonato Brasileiro de Futebol daquele ano recebem oficialmente os troféus pelas conquistas.
Em 2019, com nove atletas na Seleção do Campeonato Brasileiro, o Flamengo tornou-se o clube com mais representantes no mesmo ano.

## Premiações por ano

### 2005
Local do evento: Teatro João Caetano (Rio de Janeiro)
| Pos. | Nome           | Clube         |
| ---- | -------------- | ------------- |
| G    | Fábio Costa    | Corinthians   |
| LD   | Gabriel        | Fluminense    |
| Z    | Diego Lugano   | São Paulo     |
| Z    | Gamarra        | Palmeiras     |
| LE   | Gustavo Nery   | Corinthians   |
| V    | Marcelo Mattos | Corinthians   |
| V    | Tinga          | Internacional |
| M    | Roger          | Corinthians   |
| M    | Petković       | Fluminense    |
| A    | Tévez          | Corinthians   |
| A    | Rafael Sóbis   | Internacional |
| T    | Muricy Ramalho | Internacional |

| Prêmio         | Nome            | Clube         |
| -------------- | --------------- | ------------- |
| Melhor jogador | Tévez           | Corinthians   |
| Artilheiro     | Romário         | Vasco da Gama |
| Melhor árbitro | Leonardo Gaciba | —             |
| Homenageado    | Zagallo         | —             |

### 2006
Local do evento: Teatro Municipal (Rio de Janeiro)
| Pos. | Nome           | Clube         |
| ---- | -------------- | ------------- |
| G    | Rogério Ceni   | São Paulo     |
| LD   | Souza          | São Paulo     |
| Z    | Fabão          | São Paulo     |
| Z    | Fabiano Eller  | Internacional |
| LE   | Marcelo        | Fluminense    |
| V    | Mineiro        | São Paulo     |
| V    | Lucas          | Grêmio        |
| M    | Zé Roberto     | Botafogo      |
| M    | Renato         | Flamengo      |
| A    | Souza          | Goiás         |
| A    | Fernandão      | Internacional |
| T    | Muricy Ramalho | São Paulo     |

| Prêmio           | Nome            | Clube     |
| ---------------- | --------------- | --------- |
| Melhor jogador   | Rogério Ceni    | São Paulo |
| Artilheiro       | Souza           | Goiás     |
| Craque da Galera | Renato          | Flamengo  |
| Melhor árbitro   | Leonardo Gaciba | —         |
| Homenageado      | Djalma Santos   | —         |

### 2007
Local do evento: Teatro Municipal (Rio de Janeiro)
| Pos. | Nome           | Clube     |
| ---- | -------------- | --------- |
| G    | Rogério Ceni   | São Paulo |
| LD   | Léo Moura      | Flamengo  |
| Z    | Breno          | São Paulo |
| Z    | Miranda        | São Paulo |
| LE   | Kléber         | Santos    |
| V    | Hernanes       | São Paulo |
| V    | Richarlyson    | São Paulo |
| M    | Ibson          | Flamengo  |
| M    | Jorge Valdivia | Palmeiras |
| A    | Beto Acosta    | Náutico   |
| A    | Josiel         | Paraná    |
| T    | Muricy Ramalho | São Paulo |

| Prêmio            | Nome            | Clube     |
| ----------------- | --------------- | --------- |
| Melhor jogador    | Rogério Ceni    | São Paulo |
| Artilheiro        | Josiel          | Paraná    |
| Craque da Galera  | Rogério Ceni    | São Paulo |
| Jogador revelação | Breno           | São Paulo |
| Melhor árbitro    | Leonardo Gaciba | —         |
| Homenageados      | Nilton Santos   | —         |
| Homenageados      | Romário         | —         |
| Torcida de ouro   | —               | Flamengo  |

### 2008
Local do evento: Vivo Rio (Rio de Janeiro)
| Pos. | Nome           | Clube         |
| ---- | -------------- | ------------- |
| G    | Victor         | Grêmio        |
| LD   | Léo Moura      | Flamengo      |
| Z    | Thiago Silva   | Fluminense    |
| Z    | Miranda        | São Paulo     |
| LE   | Juan           | Flamengo      |
| V    | Hernanes       | São Paulo     |
| V    | Ramires        | Cruzeiro      |
| M    | Diego Souza    | Palmeiras     |
| M    | Alex           | Internacional |
| A    | Kléber Pereira | Santos        |
| A    | Alex Mineiro   | Palmeiras     |
| T    | Muricy Ramalho | São Paulo     |

| Prêmio            | Nome            | Clube       |
| ----------------- | --------------- | ----------- |
| Melhor jogador    | Hernanes        | São Paulo   |
| Artilheiros       | Keirrison       | Coritiba    |
| Artilheiros       | Kléber Pereira  | Santos      |
| Artilheiros       | Washington      | Fluminense  |
| Craque da Galera  | Thiago Silva    | Fluminense  |
| Jogador revelação | Keirrison       | Coritiba    |
| Melhor árbitro    | Leonardo Gaciba | —           |
| Torcida de ouro   | —               | Corinthians |

### 2009
Local do evento: Vivo Rio (Rio de Janeiro)
| Pos. | Nome           | Clube            |
| ---- | -------------- | ---------------- |
| G    | Victor         | Grêmio           |
| LD   | Jonathan       | Cruzeiro         |
| Z    | André Dias     | São Paulo        |
| Z    | Miranda        | São Paulo        |
| LE   | Júlio César    | Goiás            |
| V    | Hernanes       | São Paulo        |
| V    | Pablo Guiñazú  | Internacional    |
| M    | Diego Souza    | Palmeiras        |
| M    | Petković       | Flamengo         |
| A    | Diego Tardelli | Atlético Mineiro |
| A    | Adriano        | Flamengo         |
| T    | Andrade        | Flamengo         |

| Prêmio            | Nome                | Clube            |
| ----------------- | ------------------- | ---------------- |
| Melhor jogador    | Diego Souza         | Palmeiras        |
| Artilheiros       | Diego Tardelli      | Atlético Mineiro |
| Artilheiros       | Adriano             | Flamengo         |
| Craque da Galera  | Darío Conca         | Fluminense       |
| Jogador revelação | Fernandinho         | Grêmio Barueri   |
| Melhor árbitro    | Héber Roberto Lopes | —                |
| Torcida de ouro   | —                   | Flamengo         |

### 2010
Local do evento: Teatro Municipal (Rio de Janeiro)
| Pos. | Nome            | Clube         |
| ---- | --------------- | ------------- |
| G    | Fábio           | Cruzeiro      |
| LD   | Mariano         | Fluminense    |
| Z    | Dedé            | Vasco da Gama |
| Z    | Miranda         | São Paulo     |
| LE   | Roberto Carlos  | Corinthians   |
| V    | Jucilei         | Corinthians   |
| V    | Elias           | Corinthians   |
| M    | Walter Montillo | Cruzeiro      |
| M    | Darío Conca     | Fluminense    |
| A    | Jonas           | Grêmio        |
| A    | Neymar          | Santos        |
| T    | Muricy Ramalho  | Fluminense    |

| Prêmio            | Nome               | Clube       |
| ----------------- | ------------------ | ----------- |
| Melhor jogador    | Darío Conca        | Fluminense  |
| Artilheiro        | Jonas              | Grêmio      |
| Craque da Galera  | Darío Conca        | Fluminense  |
| Jogador revelação | Bruno César        | Corinthians |
| Melhor árbitro    | Sandro Meira Ricci | —           |
| Homenageado       | Ronaldo            | —           |
| Torcida de ouro   | —                  | Bahia       |

### 2011
Local do evento: Auditório Ibirapuera (São Paulo)
| Pos. | Nome             | Clube            |
| ---- | ---------------- | ---------------- |
| G    | Jefferson        | Botafogo         |
| LD   | Fagner           | Vasco da Gama    |
| Z    | Dedé             | Vasco da Gama    |
| Z    | Réver            | Atlético Mineiro |
| LE   | Cortez           | Botafogo         |
| V    | Paulinho         | Corinthians      |
| V    | Ralf             | Corinthians      |
| M    | Diego Souza      | Vasco da Gama    |
| M    | Ronaldinho       | Flamengo         |
| A    | Neymar           | Santos           |
| A    | Fred             | Fluminense       |
| T    | Ricardo Gomes    | Vasco da Gama    |
| T    | Cristóvão Borges | Vasco da Gama    |

| Prêmio            | Nome           | Clube         |
| ----------------- | -------------- | ------------- |
| Melhor jogador    | Neymar         | Santos        |
| Artilheiro        | Borges         | Santos        |
| Craque da Galera  | Dedé           | Vasco da Gama |
| Jogador revelação | Wellington Nem | Figueirense   |
| Melhor árbitro    | Leandro Vuaden | —             |
| Homenageado       | Rogério Ceni   | —             |

### 2012
Local do evento: HSBC Arena (São Paulo)
| Pos. | Nome            | Clube            |
| ---- | --------------- | ---------------- |
| G    | Diego Cavalieri | Fluminense       |
| LD   | Marcos Rocha    | Atlético Mineiro |
| Z    | Leonardo Silva  | Atlético Mineiro |
| Z    | Réver           | Atlético Mineiro |
| LE   | Carlinhos       | Fluminense       |
| V    | Paulinho        | Corinthians      |
| V    | Jean            | Fluminense       |
| M    | Lucas           | São Paulo        |
| M    | Ronaldinho      | Atlético Mineiro |
| A    | Neymar          | Santos           |
| A    | Fred            | Fluminense       |
| T    | Abel Braga      | Fluminense       |

| Prêmio               | Nome                   | Clube            |
| -------------------- | ---------------------- | ---------------- |
| Melhor jogador       | Fred                   | Fluminense       |
| Artilheiro           | Fred                   | Fluminense       |
| Craque da Galera     | Ronaldinho             | Atlético Mineiro |
| Jogador revelação    | Bernard                | Atlético Mineiro |
| Melhor árbitro       | Wilton Pereira Sampaio | —                |
| Melhores assistentes | Altemir Hausmann       | —                |
| Melhores assistentes | Kléber Lúcio Gil       | —                |

### 2013
Local do evento: Estúdio do programa Bem, Amigos! (São Paulo)
| Pos. | Nome             | Clube               |
| ---- | ---------------- | ------------------- |
| G    | Fábio            | Cruzeiro            |
| LD   | Marcos Rocha     | Atlético Mineiro    |
| Z    | Dedé             | Cruzeiro            |
| Z    | Manoel           | Atlético Paranaense |
| LE   | Alex Telles      | Grêmio              |
| V    | Nílton           | Cruzeiro            |
| V    | Elias            | Flamengo            |
| M    | Éverton Ribeiro  | Cruzeiro            |
| M    | Paulo Baier      | Atlético Paranaense |
| A    | Walter           | Goiás               |
| A    | Éderson          | Atlético Paranaense |
| T    | Marcelo Oliveira | Cruzeiro            |

| Prêmio            | Nome                    | Clube               |
| ----------------- | ----------------------- | ------------------- |
| Melhor jogador    | Éverton Ribeiro         | Cruzeiro            |
| Artilheiro        | Éderson                 | Atlético Paranaense |
| Craque da Galera  | Hernane                 | Flamengo            |
| Jogador revelação | Marcelo Cirino          | Atlético Paranaense |
| Melhor árbitro    | Paulo Cesar de Oliveira | —                   |

### 2014
Local do evento: Estúdio do programa Bem, Amigos! (São Paulo)
| Pos. | Nome             | Clube            |
| ---- | ---------------- | ---------------- |
| G    | Jefferson        | Botafogo         |
| LD   | Marcos Rocha     | Atlético Mineiro |
| Z    | Dedé             | Cruzeiro         |
| Z    | Gil              | Corinthians      |
| LE   | Egídio           | Cruzeiro         |
| V    | Lucas Silva      | Cruzeiro         |
| V    | Souza            | São Paulo        |
| M    | Éverton Ribeiro  | Cruzeiro         |
| M    | Ricardo Goulart  | Cruzeiro         |
| A    | Diego Tardelli   | Atlético Mineiro |
| A    | Paolo Guerrero   | Corinthians      |
| T    | Marcelo Oliveira | Cruzeiro         |

| Prêmio               | Nome                        | Clube      |
| -------------------- | --------------------------- | ---------- |
| Melhor jogador       | Éverton Ribeiro             | Cruzeiro   |
| Artilheiro           | Fred                        | Fluminense |
| Craque da Galera     | Rogério Ceni                | São Paulo  |
| Jogador revelação    | Erik                        | Goiás      |
| Melhor árbitro       | Ricardo Marques Ribeiro     | —          |
| Melhores assistentes | Emerson Augusto de Carvalho | —          |
| Melhores assistentes | Marcelo Van Gasse           | —          |

### 2015
Local do evento: Estúdio do programa Bem, Amigos! (São Paulo)
| Pos. | Nome             | Clube            |
| ---- | ---------------- | ---------------- |
| G    | Cássio           | Corinthians      |
| LD   | Marcos Rocha     | Atlético Mineiro |
| Z    | Jemerson         | Atlético Mineiro |
| Z    | Gil              | Corinthians      |
| LE   | Douglas Santos   | Atlético Mineiro |
| V    | Rafael Carioca   | Atlético Mineiro |
| V    | Elias            | Corinthians      |
| M    | Renato Augusto   | Corinthians      |
| M    | Jadson           | Corinthians      |
| A    | Luan             | Grêmio           |
| A    | Ricardo Oliveira | Santos           |
| T    | Tite             | Corinthians      |

| Prêmio             | Nome             | Clube            |
| ------------------ | ---------------- | ---------------- |
| Melhor jogador     | Renato Augusto   | Corinthians      |
| Artilheiro         | Ricardo Oliveira | Santos           |
| Craque da Galera   | Nenê             | Vasco da Gama    |
| Jogador revelação  | Gabriel Jesus    | Palmeiras        |
| Melhor estrangeiro | Lucas Pratto     | Atlético Mineiro |
| Melhor árbitro     | Anderson Daronco | —                |

### 2016
Local do evento: Auditório da CBF (Rio de Janeiro)
| Pos. | Nome          | Clube            |
| ---- | ------------- | ---------------- |
| G    | Jailson       | Palmeiras        |
| LD   | Jean          | Palmeiras        |
| Z    | Yerry Mina    | Palmeiras        |
| Z    | Geromel       | Grêmio           |
| LE   | Jorge         | Flamengo         |
| V    | Tchê Tchê     | Palmeiras        |
| V    | Moisés        | Palmeiras        |
| M    | Diego         | Flamengo         |
| M    | Dudu          | Palmeiras        |
| A    | Robinho       | Atlético Mineiro |
| A    | Gabriel Jesus | Palmeiras        |
| T    | Cuca          | Palmeiras        |

| Prêmio               | Nome              | Clube            |
| -------------------- | ----------------- | ---------------- |
| Melhor jogador       | Gabriel Jesus     | Palmeiras        |
| Artilheiros          | Diego Souza       | Sport            |
| Artilheiros          | Fred              | Atlético Mineiro |
| Artilheiros          | William Pottker   | Ponte Preta      |
| Craque da Galera     | Danilo            | Chapecoense      |
| Jogador revelação    | Vitor Bueno       | Santos           |
| Gol mais bonito      | Zé Roberto        | Palmeiras        |
| Técnico revelação    | Jair Ventura      | Botafogo         |
| Melhor árbitro       | Raphael Claus     | —                |
| Melhores assistentes | Marcelo Van Gasse | —                |
| Melhores assistentes | Rogerio Zanardo   | —                |

### 2017
Local do evento: Auditório da CBF (Rio de Janeiro)
| Pos. | Nome             | Clube       |
| ---- | ---------------- | ----------- |
| G    | Vanderlei        | Santos      |
| LD   | Fagner           | Corinthians |
| Z    | Fabián Balbuena  | Corinthians |
| Z    | Geromel          | Grêmio      |
| LE   | Guilherme Arana  | Corinthians |
| V    | Bruno Silva      | Botafogo    |
| V    | Arthur           | Grêmio      |
| M    | Hernanes         | São Paulo   |
| M    | Thiago Neves     | Cruzeiro    |
| A    | Henrique Dourado | Fluminense  |
| A    | Jô               | Corinthians |
| T    | Fábio Carille    | Corinthians |

| Prêmio               | Nome                  | Clube       |
| -------------------- | --------------------- | ----------- |
| Melhor Jogador       | Jô                    | Corinthians |
| Artilheiros          | Henrique Dourado      | Fluminense  |
| Artilheiros          | Jô                    | Corinthians |
| Craque da Galera     | Hernanes              | São Paulo   |
| Revelação            | Arthur                | Grêmio      |
| Técnico Revelação    | Fábio Carille         | Corinthians |
| Melhor Árbitro       | Raphael Claus         | —           |
| Melhores Assistentes | Guilherme Dias Camilo | —           |
| Melhores Assistentes | Bruno Raphael Pires   | —           |

### 2018
Local do evento: Auditório da CBF (Rio de Janeiro)

#### Brasileirão
| Pos. | Nome                | Clube         |
| ---- | ------------------- | ------------- |
| G    | Marcelo Lomba       | Internacional |
| LD   | Mayke               | Palmeiras     |
| Z    | Víctor Cuesta       | Internacional |
| Z    | Geromel             | Grêmio        |
| LE   | Renê                | Flamengo      |
| V    | Rodrigo Dourado     | Internacional |
| V    | Bruno Henrique      | Palmeiras     |
| M    | Lucas Paquetá       | Flamengo      |
| M    | De Arrascaeta       | Cruzeiro      |
| A    | Dudu                | Palmeiras     |
| A    | Gabriel Barbosa     | Santos        |
| T    | Luiz Felipe Scolari | Palmeiras     |

| Prêmio               | Nome             | Clube/Info                   |
| -------------------- | ---------------- | ---------------------------- |
| Melhor jogador       | Dudu             | Palmeiras                    |
| Artilheiro           | Gabriel Barbosa  | Santos                       |
| Craque da Galera     | Cuéllar          | Flamengo                     |
| Jogador revelação    | Pedro            | Fluminense                   |
| Gol Mais Bonito      | Éverton Ribeiro  | Jogo Cruzeiro 0 x 2 Flamengo |
| Melhor árbitro       | Raphael Claus    | —                            |
| Melhores assistentes | Kleber Lucio Gil | —                            |
| Melhores assistentes | Danilo Manis     | —                            |

#### Brasileirão Feminino
| Pos. | Nome         | Clube       |
| ---- | ------------ | ----------- |
| G    | Bárbara      | Kindermann  |
| LD   | Maurine      | Santos      |
| Z    | Tayla        | Santos      |
| Z    | Antônia      | Audax       |
| LE   | Yasmim       | Corinthians |
| V    | Brena        | Santos      |
| V    | Djenifer     | Iranduba    |
| M    | Gabi Zanotti | Corinthians |
| M    | Adriana Leal | Corinthians |
| A    | Danyelle     | Flamengo    |
| A    | Lelê         | Rio Preto   |
| T    | Arthur Elias | Corinthians |

| Prêmio                  | Nome         | Clube/Info  |
| ----------------------- | ------------ | ----------- |
| Melhor jogadora         | Adriana Leal | Corinthians |
| Artilheira              | Danyelle     | Flamengo    |
| Jogadora revelação      | Kerolin      | Ponte Preta |
| Homenageado(a) da noite | Marta        |             |

### 2019
Local do evento: (Rio de Janeiro)

#### Brasileirão
| Pos. | Nome            | Clube                |
| ---- | --------------- | -------------------- |
| G    | Santos          | Athletico Paranaense |
| LD   | Rafinha         | Flamengo             |
| Z    | Rodrigo Caio    | Flamengo             |
| Z    | Pablo Marí      | Flamengo             |
| LE   | Filipe Luís     | Flamengo             |
| V    | Gerson          | Flamengo             |
| V    | Bruno Guimarães | Athletico Paranaense |
| M    | Éverton Ribeiro | Flamengo             |
| M    | De Arrascaeta   | Flamengo             |
| A    | Gabriel         | Flamengo             |
| A    | Bruno Henrique  | Flamengo             |
| T    | Jorge Jesus     | Flamengo             |

| Prêmio                | Nome                   | Clube/Info                |
| --------------------- | ---------------------- | ------------------------- |
| Melhor jogador        | Bruno Henrique         | Flamengo                  |
| Craque da Galera      | Éverton Ribeiro        | Flamengo                  |
| Artilheiro            | Gabriel Barbosa        | Flamengo                  |
| Gol mais bonito       | De Arrascaeta          | Jogo Ceará 0 x 3 Flamengo |
| Revelação             | Michael                | Goiás                     |
| Melhor Árbitro        | Wilton Pereira Sampaio | —                         |
| Melhores Auxiliares   | Bruno Boschilia        | —                         |
| Melhores Auxiliares   | Fabrício Vilarinho     | —                         |
| Melhor Árbitro de VAR | Rodrigo Guarizo        | —                         |

#### Brasileirão Feminino
| Pos. | Nome                 | Clube         |
| ---- | -------------------- | ------------- |
| G    | Luciana              | Ferroviária   |
| LD   | Fabiana              | Internacional |
| Z    | Érika                | Corinthians   |
| Z    | Pardal               | Corinthians   |
| LE   | Tamires              | Corinthians   |
| M    | Aline Milene         | Ferroviária   |
| M    | Maglia               | Ferroviária   |
| M    | Gabi Zanotti         | Corinthians   |
| M    | Victória Albuquerque | Corinthians   |
| A    | Millene              | Corinthians   |
| A    | Glaucia              | Santos        |
| T    | Tatiele Silveira     | Ferroviária   |

| Prêmio             | Nome                 | Clube/Info                      |
| ------------------ | -------------------- | ------------------------------- |
| Melhor jogadora    | Millene              | Corinthians                     |
| Artilheira         | Millene              | Corinthians                     |
| Craque da Galera   | Larissa              | Flamengo                        |
| Jogadora revelação | Victória Albuquerque | Corinthians                     |
| Gol Mais Bonito    | Tamires              | Jogo Corinthians 2 x 0 Flamengo |

### 2020
Local do evento: (Rio de Janeiro)

#### Brasileirão
| Pos. | Nome            | Clube               |
| ---- | --------------- | ------------------- |
| G    | Weverton        | Palmeiras           |
| LD   | Fagner          | Corinthians         |
| Z    | Gustavo Gómez   | Palmeiras           |
| Z    | Víctor Cuesta   | Internacional       |
| LE   | Guilherme Arana | Atlético Mineiro    |
| V    | Gerson          | Flamengo            |
| V    | Edenílson       | Internacional       |
| M    | Claudinho       | Red Bull Bragantino |
| M    | Vina            | Ceará               |
| A    | Gabriel         | Flamengo            |
| A    | Marinho         | Santos              |
| T    | Abel Braga      | Internacional       |

| Prêmio                | Nome            | Clube/Info                    |
| --------------------- | --------------- | ----------------------------- |
| Melhor jogador        | Claudinho       | Red Bull Bragantino           |
| Craque da Galera      | Gabriel         | Flamengo                      |
| Artilheiro            | Claudinho       | Red Bull Bragantino           |
| Artilheiro            | Luciano         | São Paulo                     |
| Gol mais bonito       | Éverton Ribeiro | Jogo Flamengo 2 x 1 Fortaleza |
| Revelação             | Claudinho       | Red Bull Bragantino           |
| Melhor Árbitro        | Leandro Vuaden  | —                             |
| Melhores Auxiliares   | Neuza Back      | —                             |
| Melhores Auxiliares   | Rodrigo Correa  | —                             |
| Melhor Árbitro de VAR | Wagner Reway    | —                             |

#### Brasileirão Feminino
| Pos. | Nome            | Clube       |
| ---- | --------------- | ----------- |
| G    | Letícia Busatto | Corinthians |
| LD   | Bruna Calderan  | Kindermann  |
| Z    | Érika           | Corinthians |
| Z    | Agustina        | Palmeiras   |
| LE   | Tamires         | Corinthians |
| M    | Andressinha     | Corinthians |
| M    | Duda            | Kindermann  |
| M    | Gabi Zanotti    | Corinthians |
| M    | Julia Bianchi   | Kindermann  |
| A    | Carla Nunes     | Palmeiras   |
| A    | Lelê            | Kindermann  |
| T    | Arthur Elias    | Corinthians |

| Prêmio             | Nome         | Clube/Info                      |
| ------------------ | ------------ | ------------------------------- |
| Melhor jogadora    | Gabi Zanotti | Corinthians                     |
| Artilheira         | Carla Nunes  | Palmeiras                       |
| Craque da Galera   | Kaká         | Flamengo                        |
| Jogadora revelação | Jaqueline    | São Paulo                       |
| Gol Mais Bonito    | Tamires      | Jogo Corinthians 2 x 0 Flamengo |

### 2021
Local do evento: (Rio de Janeiro)

#### Brasileirão
| Pos. | Nome            | Clube            |
| ---- | --------------- | ---------------- |
| G    | Weverton        | Palmeiras        |
| LD   | Yago Pikachu    | Fortaleza        |
| Z    | Gustavo Gómez   | Palmeiras        |
| Z    | Junior Alonso   | Atlético Mineiro |
| LE   | Guilherme Arana | Atlético Mineiro |
| V    | Edenílson       | Internacional    |
| V    | Jair            | Atlético Mineiro |
| M    | Nacho Fernández | Atlético Mineiro |
| M    | Raphael Veiga   | Palmeiras        |
| A    | Michael         | Flamengo         |
| A    | Hulk            | Atlético Mineiro |
| T    | Cuca            | Atlético Mineiro |

| Prêmio                  | Nome               | Clube/Info                      |
| ----------------------- | ------------------ | ------------------------------- |
| Melhor jogador          | Hulk               | Atlético Mineiro                |
| Craque da Galera        | Michael            | Flamengo                        |
| Artilheiro              | Hulk               | Atlético Mineiro                |
| Gol mais bonito         | Michael            | Jogo Flamengo 2 x 1 Chapecoense |
| Revelação               | André              | Fluminense                      |
| Melhor Árbitro          | Bruno Arleu        | —                               |
| Melhores Auxiliares     | Fabrício Vilarinho | —                               |
| Melhores Auxiliares     | Guilherme Camilo   | —                               |
| Melhor Árbitro de Vídeo | Daniel Bins        | —                               |

#### Brasileirão Feminino
| Pos. | Nome           | Clube       |
| ---- | -------------- | ----------- |
| G    | Luciana        | Ferroviária |
| LD   | Bruna Calderan | Palmeiras   |
| Z    | Érika          | Corinthians |
| Z    | Agustina       | Palmeiras   |
| LE   | Yasmim         | Corinthians |
| M    | Ingryd         | Corinthians |
| M    | Tamires        | Corinthians |
| M    | Gabi Zanotti   | Corinthians |
| M    | Julia Bianchi  | Palmeiras   |
| A    | Bia Zaneratto  | Palmeiras   |
| A    | Adriana        | Corinthians |
| T    | Arthur Elias   | Corinthians |

| Prêmio             | Nome          | Clube/Info |
| ------------------ | ------------- | ---------- |
| Melhor jogadora    | Bia Zaneratto | Palmeiras  |
| Artilheira         | Bia Zaneratto | Palmeiras  |
| Craque da Galera   | Rayanne       | Flamengo   |
| Jogadora revelação | Rafa Levis    | Grêmio     |
| Gol Mais Bonito    | Jay           |            |

### 2022
Local do evento: A definir (Rio de Janeiro)

#### Brasileirão
| Pos. | Nome             | Clube      |
| ---- | ---------------- | ---------- |
| G    | Weverton         | Palmeiras  |
| LD   | Marcos Rocha     | Palmeiras  |
| Z    | Gustavo Gómez    | Palmeiras  |
| Z    | Murilo           | Palmeiras  |
| LE   | Joaquín Piquerez | Palmeiras  |
| V    | André            | Fluminense |
| V    | João Gomes       | Flamengo   |
| M    | Gustavo Scarpa   | Palmeiras  |
| M    | De Arrascaeta    | Flamengo   |
| A    | Germán Cano      | Fluminense |
| A    | Pedro Raul       | Goiás      |
| T    | Abel Ferreira    | Palmeiras  |

| Prêmio           | Nome           | Clube/Info |
| ---------------- | -------------- | ---------- |
| Melhor jogador   | Gustavo Scarpa | Palmeiras  |
| Craque da Galera | Germán Cano    | Fluminense |
| Artilheiro       | Germán Cano    | Fluminense |
| Revelação        | Endrick        | Palmeiras  |

## Prêmios por clube
Atualizado até a edição de 2022
| Pos. | Equipes              | Melhor jogador | Seleção do Brasileiro | Melhor técnico | Craque da Galera | Jogador revelação | Técnico revelação | Melhor estrangeiro | Artilheiro | Total |
| ---- | -------------------- | -------------- | --------------------- | -------------- | ---------------- | ----------------- | ----------------- | ------------------ | ---------- | ----- |
| 1º   | Flamengo             | 1              | 27                    | 2              | 6                | 0                 | 0                 | 0                  | 2          | 38    |
| 2º   | Palmeiras            | 4              | 26                    | 3              | 0                | 2                 | 0                 | 0                  | 0          | 35    |
| 3º   | Corinthians          | 3              | 23                    | 2              | 0                | 1                 | 1                 | 0                  | 1          | 31    |
| 4º   | São Paulo            | 3              | 19                    | 3              | 3                | 1                 | 0                 | 0                  | 1          | 30    |
| 5º   | Fluminense           | 2              | 14                    | 2              | 4                | 2                 | 0                 | 0                  | 5          | 29    |
| 6º   | Atlético Mineiro     | 1              | 20                    | 1              | 1                | 1                 | 0                 | 1                  | 3          | 28    |
| 7º   | Cruzeiro             | 2              | 15                    | 2              | 0                | 0                 | 0                 | 0                  | 0          | 19    |
| 8º   | Santos               | 1              | 9                     | 0              | 0                | 1                 | 0                 | 0                  | 4          | 15    |
| 9º   | Internacional        | 0              | 12                    | 2              | 0                | 0                 | 0                 | 0                  | 0          | 14    |
| 10º  | Grêmio               | 0              | 10                    | 0              | 0                | 1                 | 0                 | 0                  | 1          | 12    |
| 11º  | Vasco da Gama        | 0              | 4                     | 1              | 2                | 0                 | 0                 | 0                  | 1          | 8     |
| 12º  | Athletico Paranaense | 0              | 5                     | 0              | 0                | 1                 | 0                 | 0                  | 1          | 7     |
| 12º  | Goiás                | 0              | 4                     | 0              | 0                | 2                 | 0                 | 0                  | 1          | 7     |
| 14º  | Botafogo             | 0              | 5                     | 0              | 0                | 0                 | 1                 | 0                  | 0          | 6     |
| 15º  | Red Bull Bragantino  | 1              | 1                     | 0              | 0                | 1                 | 0                 | 0                  | 1          | 4     |
| 16º  | Coritiba             | 0              | 0                     | 0              | 0                | 1                 | 0                 | 0                  | 1          | 2     |
| 16º  | Paraná               | 0              | 1                     | 0              | 0                | 0                 | 0                 | 0                  | 1          | 2     |
| 18º  | Chapecoense          | 0              | 0                     | 0              | 1                | 0                 | 0                 | 0                  | 0          | 1     |
| 18º  | Figueirense          | 0              | 0                     | 0              | 0                | 1                 | 0                 | 0                  | 0          | 1     |
| 18º  | Grêmio Barueri       | 0              | 0                     | 0              | 0                | 1                 | 0                 | 0                  | 0          | 1     |
| 18º  | Náutico              | 0              | 1                     | 0              | 0                | 0                 | 0                 | 0                  | 0          | 1     |
| 18º  | Ponte Preta          | 0              | 0                     | 0              | 0                | 0                 | 0                 | 0                  | 1          | 1     |
| 18º  | Sport                | 0              | 0                     | 0              | 0                | 0                 | 0                 | 0                  | 1          | 1     |
| 18º  | Ceará                | 0              | 1                     | 0              | 0                | 0                 | 0                 | 0                  | 0          | 1     |
| 18º  | Fortaleza            | 0              | 1                     | 0              | 0                | 0                 | 0                 | 0                  | 0          | 1     |

## Prêmios por jogador
Atualizado até a edição de 2020
| Pos. | Jogador         | Melhor jogador | Seleção do Brasileiro | Craque da Galera | Jogador revelação | Gol mais bonito | Artilheiro | Total |
| ---- | --------------- | -------------- | --------------------- | ---------------- | ----------------- | --------------- | ---------- | ----- |
| 1º   | Éverton Ribeiro | 2              | 3                     | 1                | 0                 | 2               | 0          | 8     |
| 2º   | Fred            | 1              | 2                     | 0                | 0                 | 0               | 3          | 6     |
| 2º   | Gabriel Barbosa | 0              | 3                     | 1                | 0                 | 0               | 2          | 6     |
| 2º   | Hernanes        | 1              | 4                     | 1                | 0                 | 0               | 0          | 6     |
| 2º   | Rogério Ceni    | 2              | 2                     | 2                | 0                 | 0               | 0          | 6     |
| 6º   | Dedé            | 0              | 4                     | 1                | 0                 | 0               | 0          | 5     |
| 6º   | Diego Souza     | 1              | 3                     | 0                | 0                 | 0               | 1          | 5     |
| 8º   | Claudinho       | 1              | 1                     | 0                | 1                 | 0               | 1          | 4     |
| 8º   | Darío Conca     | 1              | 1                     | 2                | 0                 | 0               | 0          | 4     |
| 8º   | Marcos Rocha    | 0              | 4                     | 0                | 0                 | 0               | 0          | 4     |
| 8º   | Miranda         | 0              | 4                     | 0                | 0                 | 0               | 0          | 4     |
| 8º   | Neymar          | 1              | 3                     | 0                | 0                 | 0               | 0          | 4     |

## Prêmios por técnico
Atualizado até a edição de 2022
| Pos. | Técnico             | Melhor técnico | Técnico revelação | Total |
| ---- | ------------------- | -------------- | ----------------- | ----- |
| 1º   | Muricy Ramalho      | 5              | 0                 | 5     |
| 2º   | Cuca                | 2              | 0                 | 2     |
| 2º   | Marcelo Oliveira    | 2              | 0                 | 2     |
| 2º   | Abel Braga          | 2              | 0                 | 2     |
| 2º   | Fábio Carille       | 1              | 1                 | 2     |
| 5º   | Jorge Jesus         | 1              | 0                 | 1     |
| 5º   | Andrade             | 1              | 0                 | 1     |
| 5º   | Cristóvão Borges    | 1              | 0                 | 1     |
| 5º   | Jair Ventura        | 0              | 1                 | 1     |
| 5º   | Ricardo Gomes       | 1              | 0                 | 1     |
| 5º   | Tite                | 1              | 0                 | 1     |
| 5º   | Luiz Felipe Scolari | 1              | 0                 | 1     |
| 5º   | Abel Ferreira       | 1              | 0                 | 1     |